# Autostrada A91 (Włochy)
Autostrada A91 (Autostrada Rzym - Fiumicino) (wł. L'Autostrada Roma-Fiumicino) – autostrada w aglomeracji Rzymu. Arteria łączy wieczne miasto z miejscowością Fiumicino, w której znajduje się najważniejszy włoski Port lotniczy im. Leonarda da Vinci. Budowa całej arterii skończyła się w latach 80 XX wieku. Na krótkim odcinku - między węzłami z trasą A90 i A12 stanowi fragment szlaku E80.